# Izabela Dylewská
Izabela Dylewská-Światowiaková (* 16. března 1968 Nowy Dwór Mazowiecki) je bývalá polská rychlostní kanoistka. Je dvojnásobnou olympijskou medailistkou, získala 36 titulů mistryně Polska v jízdě na kajaku a jejím nejlepším výsledkem v anketě o polského sportovce roku bylo čtvrté místo v roce 1989.
Kanoistice se věnovala od roku 1980 v klubu Świt Nowy Dwór Mazowiecki. V roce 1987 vyhrála Univerziádu a byla druhá na 500 metrů na mistrovství světa v rychlostní kanoistice. Na LOH 1988 získala bronzovou medaili v individuálním závodě kajakářek na 500 m. Na MS 1989 skončila druhá na 500 m i na 5000 m, pak přestoupila do týmu KS Posnania. V následujícím roce byla pozitivně testována na doping a dostala dvouletý zákaz závodění.
Olympijský bronz obhájila na barcelonské olympiádě v roce 1992, kde také s Elżbietou Urbańczykovou obsadila šesté místo na deblkajaku. Pak byly Dylewská s Urbańczykovou druhé na MS 1995, sedmé na olympiádě v roce 1996, v roce 1997 se staly mistryněmi Evropy na 200 metrů i 1000 metrů a na světovém šampionátu skončily druhé na dvousetmetrové trati a třetí na kilometru. O rok později Dylewská ukončila závodní kariéru.   
Je absolventkou tělovýchovné akademie v Poznani. Je trenérkou, funkcionářkou Polského olympijského výboru a provozuje firmu Disport vyrábějící sportovní vybavení. Také v letech 2002 až 2006 zasedala v radě Velkopolského vojvodství za Svaz demokratické levice a byla předsedkyní sportovního výboru vojvodství. Jejím manželem je bývalý trenér kanoistiky Olgierd Światowiak.